# Balboa (León)
Pour les articles homonymes, voir Balboa.
Balboa est une commune de la province de León dans la communauté autonome de Castille-et-León en Espagne.

## Géographie

### Lieux-dits et hameaux
Les lieux-dits (pedanías) et les distances en kilomètres appartenant au municipio sont : 
- Balboa
- Chan de villar à 2,5 km de Balboa. Les coordonnées sont : 42° 43′ 00″ N, 6° 55′ 49″ O.
- Cantejeira à 4,2 km de Balboa. Les coordonnées sont : 42° 42′ 25″ N, 6° 53′ 46″ O.
- Castañeiras à 10,4 km de Balboa. Les coordonnées sont : 42° 44′ 13″ N, 6° 57′ 47″ O.
- Castañoso à 3,2 km de Balboa. Les coordonnées sont : 42° 43′ 31″ N, 6° 54′ 13″ O.
- Fuente de Oliva à 5,9 km de Balboa. Les coordonnées sont : 42° 42′ 09″ N, 6° 56′ 55″ O.
- Lamagrande à 5,9 km de Balboa. Les coordonnées sont : 42° 41′ 03″ N, 6° 54′ 35″ O.
- Parajís à 5,8 km de Balboa. Les coordonnées sont : 42° 43′ 20″ N, 6° 57′ 28″ O.
- Pumarín à 3,6 km de Balboa. Les coordonnées sont : 42° 42′ 10″ N, 6° 54′ 10″ O.
- Quintela à 2,5 km de Balboa. Les coordonnées sont : 42° 41′ 17″ N, 6° 55′ 44″ O.
- Ruideferros à ?? km de Balboa. Les coordonnées sont : 42° 43′ 34″ N, 6° 56′ 21″ O
- Ruidelamas à ?? km de Balboa. Les coordonnées sont : 42° 42′ 19″ N, 6° 56′ 51″ O
- Valverde à 5,2 km de Balboa. Les coordonnées sont : 42° 42′ 04″ N, 6° 57′ 10″ O.
- Villafeile à 4,9 km de Balboa. Les coordonnées sont : 42° 41′ 10″ N, 6° 54′ 59″ O.
- Villanueva à 9,5 km de Balboa. Les coordonnées sont : 42° 42′ 04″ N, 6° 57′ 10″ O.
- Villariños à 3,5 km de Balboa. Les coordonnées sont : 42° 43′ 37″ N, 6° 54′ 48″ O.
- Villarmarín à 4,5 km de Balboa. Les coordonnées sont : 42° 42′ 45″ N, 6° 57′ 03″ O.

## Administration
| Période                                  | Période | Identité | Étiquette | Qualité |
| ---------------------------------------- | ------- | -------- | --------- | ------- |
| 2007                                     |         |          |           |         |
| Les données manquantes sont à compléter. |         |          |           |         |

## Lieux et monuments

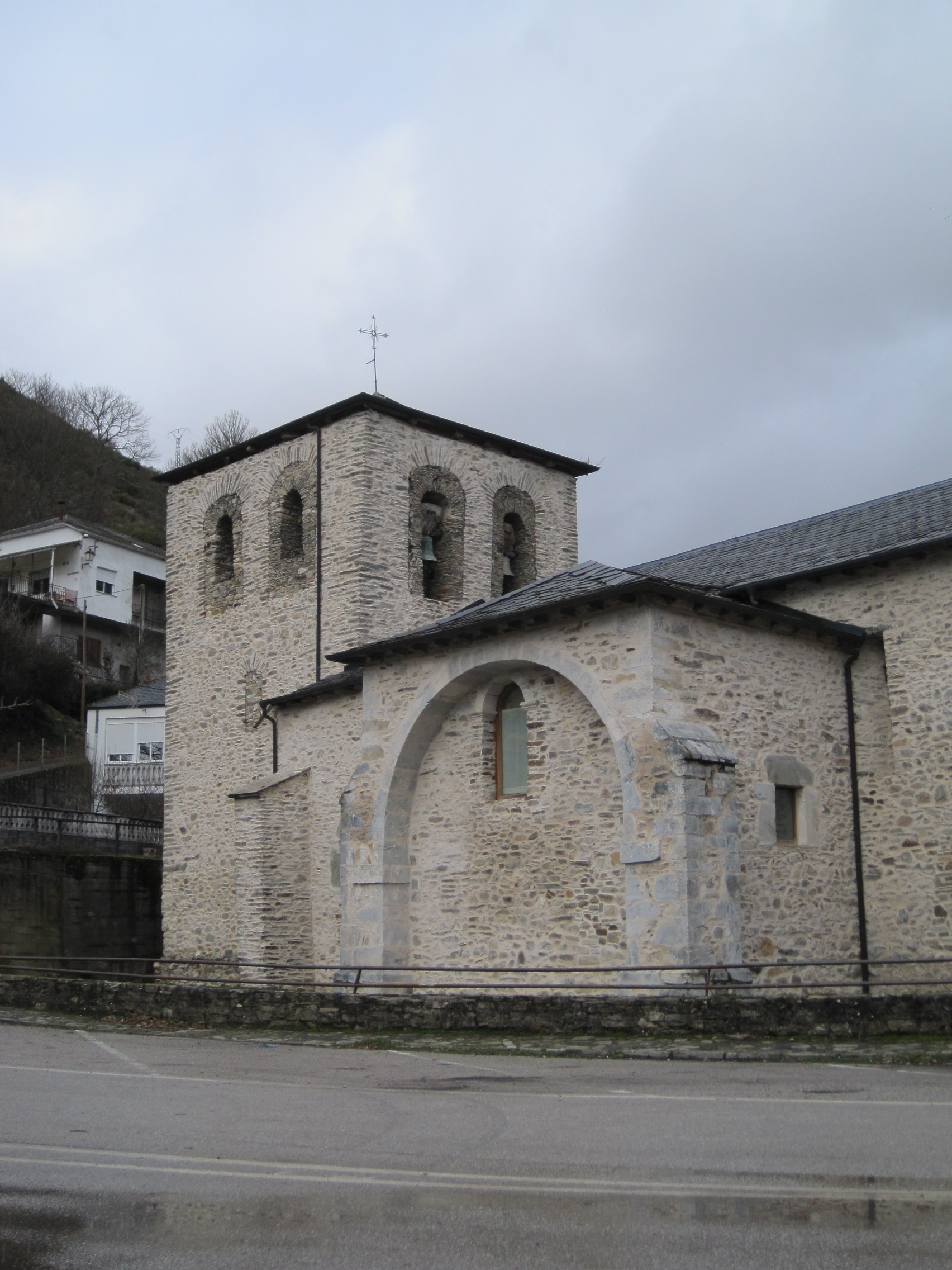
Église de Santa Marina à Balboa.

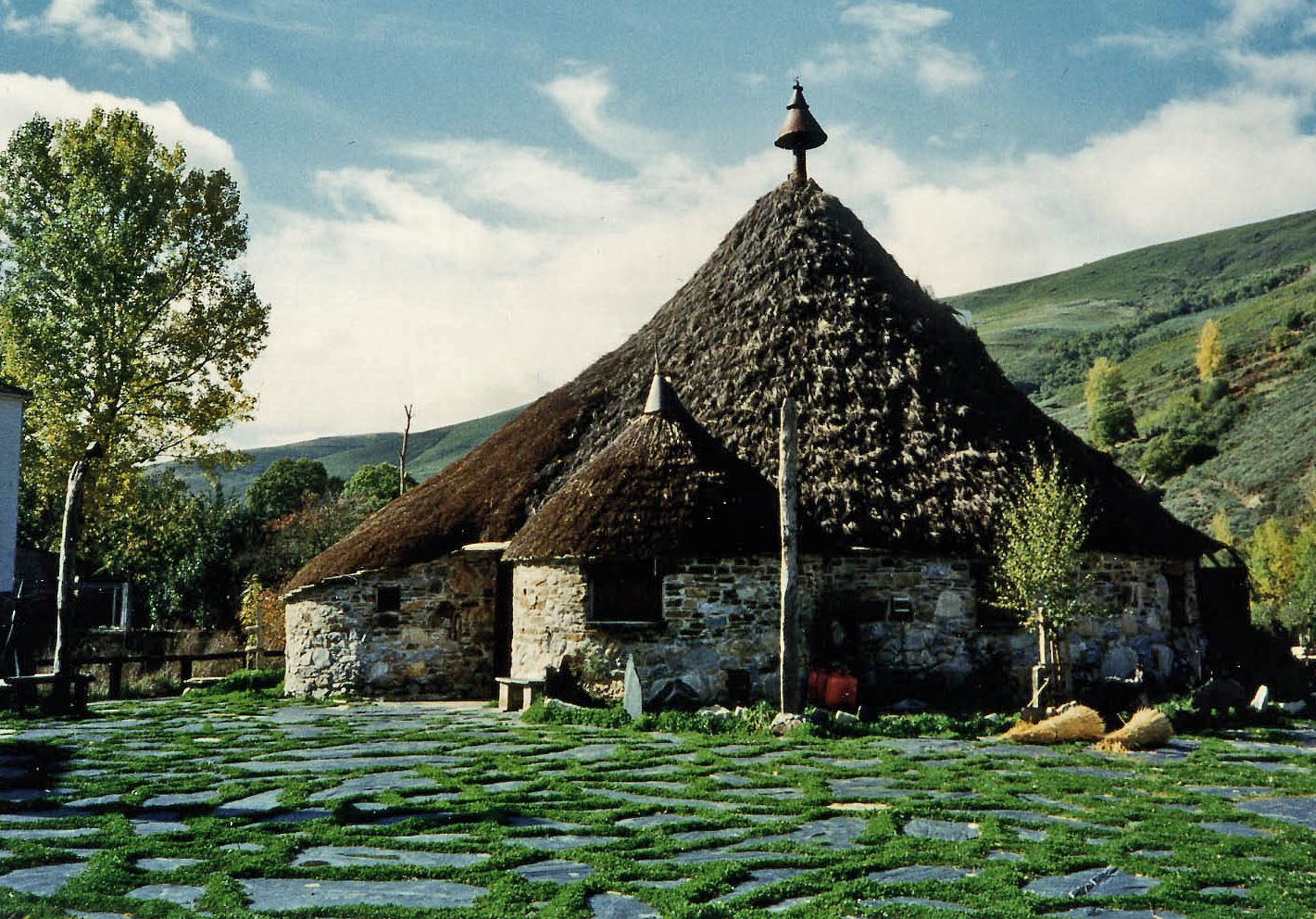
Palloza avec son toit original appelé teito à Balboa.

- L'église de Santa Marina de Balboa du XVIe siècle. Style Renaissance.
- Le château du XIVe siècle.
- La casa de las gentes : est un peu plus qu'un musée ou un centre civique avec sa salle des fêtes et son office de tourisme. C'est un lieu permanent de la culture rurale et de toute la représentation de la vie des villages.
- Las pallozas de Balboa : maisons aux toits de paille réhabilitées en restaurant et bar.

## Culture
Les fêtes à souligner sont : 
- Santa Marina (18 juillet)
- La Nuit de Saint Jean (24 juin)
- Magosto Celta (1er week-end de novembre)
- Reggaeboa (3e week-end de juillet)
- Vibra Balboa (1er week-end de septembre)